# Saroptila megalosara
Saroptila megalosara är en fjärilsart som beskrevs av Turner 1909. Saroptila megalosara ingår i släktet Saroptila och familjen nattflyn. Inga underarter finns listade.